# ميزوكي إينوي
ميزوكي إينوي (باليابانية: 井上 瑞樹؛ مواليد 19 أغسطس 1994) هي مُقاتلة فنون قتالية مختلطة يابانية.

## وصلات خارجية
- ميزوكي إينوي على موقع يو إف سي (الإنجليزية)
- ميزوكي إينوي على موقع شيردوغ (الإنجليزية)
- ميزوكي إينوي على موقع Tapology.com (الإنجليزية)
- ميزوكي إينوي على موقع IMDb (الإنجليزية)